# Wapello
La ville de Wapello est le siège du comté de Louisa, dans l’État de l’Iowa, aux États-Unis. Sa population, qui s’élevait à 2 067 habitants lors du recensement de 2010, est estimée à 1 999 habitants en 2019.
La localité a été nommée en hommage à Wapello (en), un chef de l’ethnie amérindienne des Mesquakies.